# Vrede van Amiens

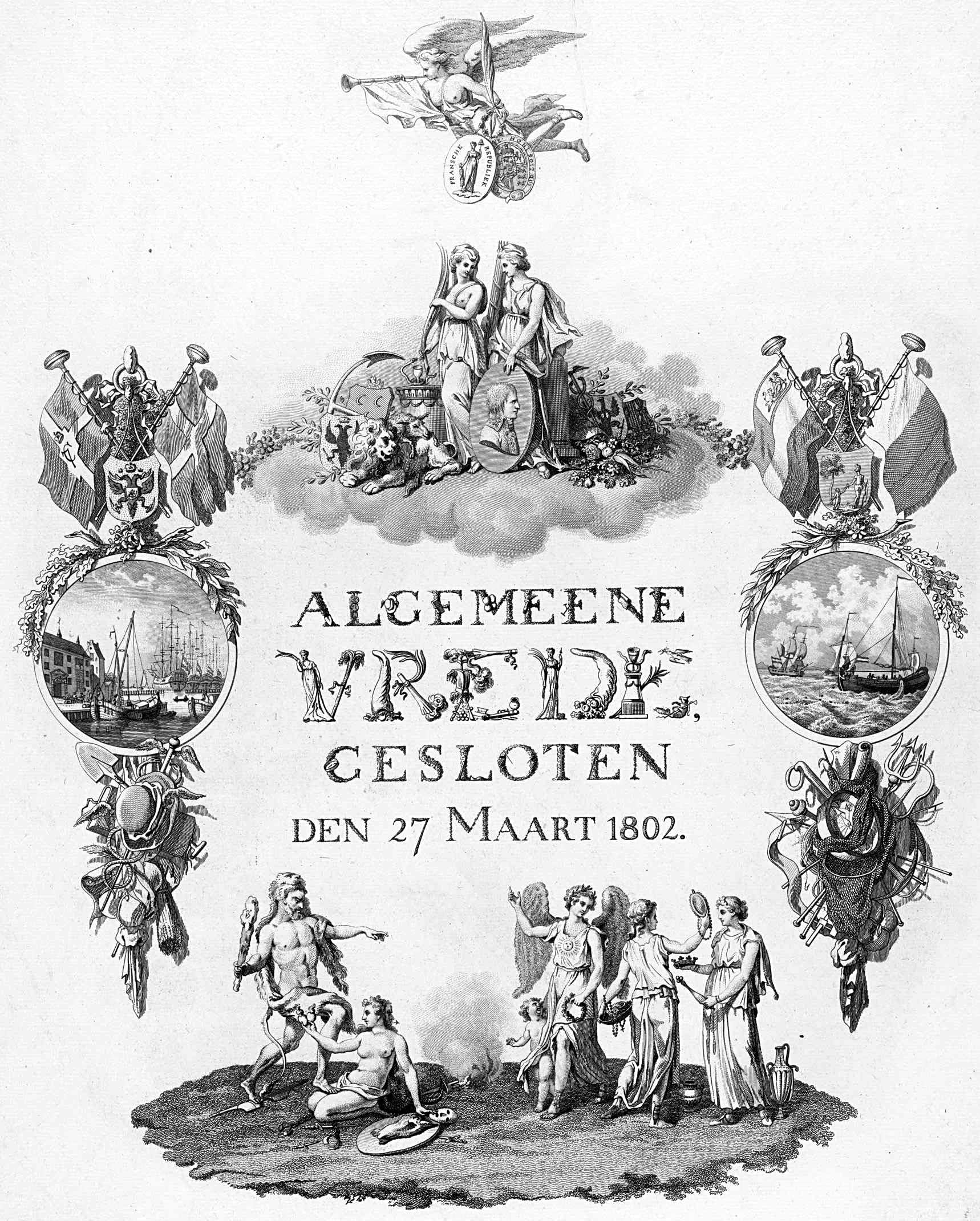
Allegorie op de vrede gesloten te Amiens op 27 maart 1802, tussen de Bataafse Republiek en Frankrijk en het Verenigd Koninkrijk.

De Vrede van Amiens van 27 maart 1802 maakte een einde aan de oorlog tussen het Verenigd Koninkrijk en de Franse republiek die begonnen was met de Franse oorlogsverklaring van 1793.
Na eerdere pogingen om vrede te sluiten (bijvoorbeeld in 1797 in een conferentie te Rijsel) slaagde de conferentie te Amiens wel. Van Britse zijde werd onderhandeld door Lord Cornwallis. De Franse delegatie werd geleid door Joseph Bonaparte. Daarnaast namen er delegaties namens de Spaanse koning en het Bataafs Gemenebest - beide bondgenoten van de Franse Republiek - aan de onderhandelingen deel. De Spaanse delegatie stond onder leiding van don José Nicolás de Azara. Het Bataafs Gemenebest had Rutger Jan Schimmelpenninck afgevaardigd. Het Ottomaanse rijk (bondgenoot van het Verenigd Koninkrijk) trad op 13 mei 1802 tot het verdrag toe. 
Het Bataafs Gemenebest raakte Ceylon definitief kwijt, maar kreeg de Kaap de Goede Hoop terug. Het Verenigd Koninkrijk gaf ook het streven naar het herstel van het stadhouderschap in Nederland officieel op onder de voorwaarde dat het Huis Nassau schadeloosgesteld zou worden. De vrede hield niet lang stand. Na ruim een jaar verklaarden de Britten weer de oorlog aan Frankrijk. Een directe aanleiding voor de breuk was de Britse weigering om Malta te ontruimen. De Derde Coalitieoorlog volgde in 1805.

## Economie
De vrede zorgde voor een kortstondige heropleving van de handel, de landbouw en de visserij. Vanuit de Franse havens (ook de Vlaamse) kon weer ongestoord op volle zee gevist worden, wat leidde tot een scherpe stijging van het aantal vissersschepen en de hoeveelheid verhandelde vis.

## Tekst
De tekst van het verdrag is te vinden in:
- Kerautret, M., 2002, Les Grands Traités du Consulat 1799-1804. Documents diplomatiques du Consulat et de l’Empire Tome 1, Paris : Nouveau Monde éditions/Fondation Napoléon, p. 230-241 en
- Parry, C. (red.), 1961-1986, The Consolidated Treaty Series, vol. 56, 1801-1803, Dobbs Ferry, N.Y : Oceana Publications, p. 289-300.
- Een Nederlandstalige versie is te vinden in het Bulletin der wetten van de Fransche Republiek, 3de serie, nr. 193, p. 13-31 (30 Floreal jaar X).